# Albán Kommunista Párt
Az Albán Kommunista Párt (AKP) (albánul: Partia Komuniste e Shqipërisë, rövidítése PKSh) Albánia 1941-ben alakított marxista–leninista politikai tömörülése, amely 1944 után az ország egyetlen pártjaként vezette Albániát. 1948-ban neve Albán Munkapárt lett.

## Története

### Előzmények
Az 1939. évi olasz megszállás előtt Albániában nem működött egységes, szervezett kommunista mozgalom. A forradalmi eszmék első ízben az 1924-es júniusi forradalom külföldre emigrált vezetői körében kezdtek terjedni. Az 1920-as évek második felében az emigránsok kisebb kommunista sejteket hoztak létre a Szovjetunióban, Franciaországban és Ausztriában. A szovjetunióbeli kommunista csoport vezetője, Ali Kelmendi 1930-ban a Komintern megbízásából Albániába utazott, hogy megszervezze a kommunista mozgalmat. Az újszerű, radikális eszméknek csak a városokban tudott kevésszámú hívet szerezni, ahol közreműködésével megalakultak az első illegális kommunista csoportok (Tirana, Shkodra, Vlora, Elbasan). I. Zogu politikai rendőrsége azonban kemény kézzel szorította vissza a munkásmozgalmat, s 1936-ban Kelmendinek távoznia kellett hazájából.
A Komintern balkáni szekciója 1939-ben a jugoszláv kommunistákat bízta meg azzal, hogy segítsék az albán kommunisták szervezeti egységének megteremtését. Josip Broz Tito a Jugoszláv Kommunista Párt Koszovó–metohijai titkárát, Miladin Popovićot jelölte ki a feladat megszervezésére. Popović belefogott az albán kommunista párt szervezésébe, s 1941-től a szintén koszovói Dušan Mugošával karöltve keresték a pártszervezés útjait és lehetőségeit albán elvtársaikkal (Enver Hoxha, Koço Tashko, Koçi Xoxe, Pandi Kristo).

### Pártalapítás és partizánmozgalom
Munkálkodásuk eredményeként 1941. november 8-án Tiranában gyűlt össze húsz albán kommunista vezető (százharminc kommunista képviseletében), és titkos tanácskozásukon kimondták az Albán Kommunista Párt (AKP) megalakítását. Az AKP Ideiglenes Központi Bizottságának elnöke a korçai kommunisták vezetője, az elkövetkezendő négy évtizedben Albánia teljhatalmú ura, Enver Hoxha lett. A párt az első években ideológiai és pártszervezési vonalon teljes egészében a jugoszláv kommunistákra hagyatkozott, s a Kominternben az AKP-t tulajdonképpen a Jugoszláv Kommunista Párt egyik szervezeteként kezelték.
Az AKP egyik első intézkedéseként az olasz megszállók és Mustafa Kruja kormánya elleni harcra hívta fel az albán népet, s 1942. szeptember 6-ai pezëi konferenciáján megalakult az antifasiszta harcot koordináló Nemzeti Felszabadítási Front, megkezdődött a helyi szintű, ún. felszabadítási tanácsok szervezése. A partizánhadsereg (neve 1943-tól Nemzeti Felszabadítási Hadsereg) ekkor még csak 2 ezer, 1943 nyarára azonban már 30 ezer tagot számlált. Nem csupán az olasz, majd 1943 szeptembere után a német megszállók, de a Nemzeti Frontba tömörült nacionalista, antikommunista partizánok ellen is küzdöttek.
Az AKP I. Kongresszusára 1943. március 17–22. között került sor Labinotban (labinoti konferenciák), amelyen megválasztották a központi bizottságot és a párt első főtitkárát, Enver Hoxhát. Időközben megkezdődtek a tárgyalások a Nemzeti Front vezetőivel, s augusztus 2-án Mukajban asztalhoz ültek a két frakció képviselői. Az olasz megszállók elleni nemzeti összefogás terve azonban a Koszovó majdani hovatartozása feletti nézetkülönbség miatt kevéssel utóbb meghiúsult. A nacionalisták Nagy-Albánia megteremtését tűzték ki céljukul, míg a jugoszlávok patronálta kommunisták Jugoszláviához csatolását pártolták. A mukaji megállapodást ezután mindkét fél semmisnek tekintette, s különösen a szeptemberi német megszállást követően egymás ellen is nagy erőkkel harcoltak.
A Mussolini-rezsim összeomlásával 1943. szeptember 3-án az olaszok elhagyták Albániát (jó páran csatlakoztak a kommunista partizánokhoz, és megalakították az Antonio Gramsciról elnevezett zászlóaljat). Szeptember 8-án helyüket elfoglalták a hitleri náci megszállók, akik ellen a kommunista párt újult erővel folytatta a partizán-hadviselést, és 1944 januárjára Dél-Albánia egy részét már ellenőrzésük alatt tartották. Május 24–28. között tartotta meg az Albán Kommunista Párt përmeti kongresszusát, amelyen megválasztották a már felszabadult és felszabadítandó területek közigazgatását irányító Nemzeti Felszabadítási Főtanácsot. A tanács végrehajtó bizottságának elnöke az egyúttal a Nemzeti Felszabadítási Mozgalom parancsnokává is megtett Enver Hoxha lett. Ezzel az aktussal egy kézben összpontosult a párt, valamint az ország politikai és katonai irányítása. A përmeti konferenciát a későbbi párttörténetírás is dicsfénnyel ragyogta be, sőt, az 1944. május 24-ei dátum a kommunista albán címerben is helyet kapott.
A konferenciát követően a kommunisták elsöprő erejű támadást intéztek a német megszállók és a kollaboránsok ellen, heves csaták folytak Gjirokastra, Korça, Elbasan, Berat és Vlora vidékén. Júliusra Tirana és Shkodra kivételével Albánia nagy része a kezükre került. 1944. október 20-a és 23-a között került sor a Përmetben megalakult nemzeti Felszabadítási Főtanács berati kongresszusára, amelyen Hoxhával az élén de iure is megalakult a népi demokratikus Albánia ideiglenes nemzeti kormánya. Az eseményen elfogadott nyilatkozat pontjai ígéretet tettek a felszabadulás utáni szabad és demokratikus választás megszervezésére. Hamarosan folytatódott a harc, s húsz napig tartó, elkeseredett harcok árán november 17-én felszabadították Tiranát, november 29-én pedig Shkodra elfoglalásával egész Albánia felszabadult.